# Athysanella galeana
Athysanella galeana är en insektsart som beskrevs av Hicks och Blocker. Athysanella galeana ingår i släktet Athysanella och familjen dvärgstritar. Inga underarter finns listade i Catalogue of Life.